# Фоміна Віра Іванівна
Віра Іванівна Фоміна (1891, місто Тюмень, тепер Російська Федерація — ?, місто Тюмень, тепер Російська Федерація) — радянська діячка, вчителька початкових класів школи № 9 міста Тюмені Тюменської області. Депутат Верховної ради СРСР 2-го скликання.

## Біографія
Народилася в родині прикажчика. Закінчила шість класів гімназії, але змушена була покинути навчання через брак коштів на оплату.
З 1906 року — помічниця вчителя Тюменської Мало-Городищенської церковнопарафіяльної школи. У 1908 році склала екстерном екзамен на звання вчителя.
У 1908—1919 роках — народна вчителька початкових класів у селі Тараканово Єланської волості Тюменського повіту.
З 1919 року — на вчительській роботі в місті Тюмені, вчителька початкових класів школи № 9 міста Тюмені. Член ВКП(б).
Померла в місті Тюмені.

## Нагороди
- два ордени Леніна (.12.1944,)
- медаль «За доблесну працю у Великій Вітчизняній війні 1941—1945 рр.» (1945)
- медалі
- Заслужений вчитель шкіл Російської РФСР (1943)